# Lesches (Seine-et-Marne)
Lesches település Franciaországban, Seine-et-Marne megyében. Lakosainak száma 767 fő (2022. január 1.). Lesches Trilbardou, Vignely, Chalifert, Coupvray, Esbly, Isles-lès-Villenoy és Jablines községekkel határos.

## Népesség
A település népességének változása:
| Lakosok száma | 683  | 707  | 734  | 743  | 758  | 763  | 776  | 772  | 767  |
|               | 2013 | 2015 | 2016 | 2017 | 2018 | 2019 | 2020 | 2021 | 2022 |